# August 2018
Portal Geschichte | Portal Biografien | Aktuelle Ereignisse | Jahreskalender | Tagesartikel

◄ |
20. Jahrhundert |
21. Jahrhundert

◄ |
1980er |
1990er |
2000er |
2010er
| 2020er | 2030er | 2040er

◄ |
2014 |
2015 |
2016 |
2017 |
2018
| 2019 | 2020 | 2021 | 2022 | ►

◄ |
Mai 2018 |
Juni 2018 |
Juli 2018 |
August 2018 |
September 2018 |
Oktober 2018 |
November 2018 |
►
Dieser Artikel behandelt tagesbezogene Nachrichten und Ereignisse im August 2018.

## Tagesgeschehen

### Mittwoch, 1. August 2018
- Berlin/Deutschland: Die mehr als zweijährige Aussetzung des Familiennachzugs zu subsidiär Geschützten endet.
- Kopenhagen/Dänemark: Im Lande tritt ein Verbot, Gesichtsschleier in der Öffentlichkeit zu tragen, in Kraft.
- Washington, D.C./Vereinigte Staaten: Das Office of Foreign Assets Control der Vereinigten Staaten hat Sanktionen gegen die türkischen Minister Abdülhamit Gül (Justiz) und Süleyman Soylu (Inneres) verhängt.[1]
- Rio de Janeiro/Brasilien: Beim Internationalen Mathematikerkongress werden Caucher Birkar, Alessio Figalli, Peter Scholze und Akshay Venkatesh die Fields-Medaillen verliehen.

## Weblinks

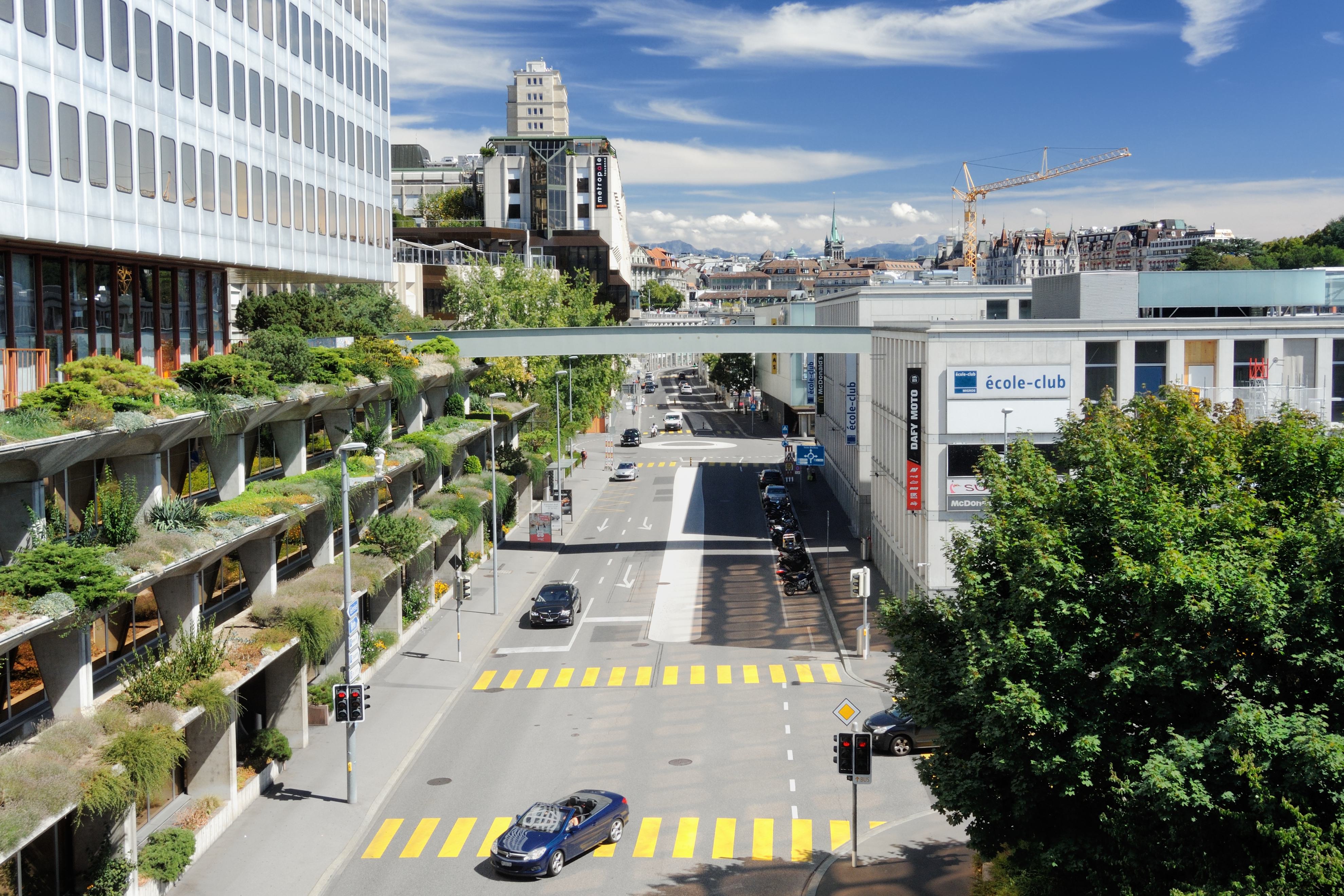
Kanton Genf im August 2018

### Donnerstag, 2. August 2018
- Glasgow/Vereinigtes Königreich: Beginn der European Championships 2018

### Freitag, 3. August 2018
- Gardez/Afghanistan: Bei einem Selbstmordanschlag durch zwei Attentäter auf die schiitische Khawaja Hassan-Moschee der Hazara werden 39 Menschen getötet und über 80 verletzt.[2]

### Samstag, 4. August 2018
- Caracas/Venezuela: Bei einer Militärparade in der Hauptstadt anlässlich des Unabhängigkeitstages und des 81. Jahrestages der Gründung der Nationalgarde werden sieben Nationalgardisten durch Sprengstoffanschläge mit Mini-Drohnen verletzt. Bekannt hat sich eine sogenannte Nationalen Bewegung der Soldaten in Flanell (Movimento Nacional Soldados de Flanela). Präsident Nicolás Maduro machte für den Anschlag die kolumbianische Regierung unter Juan Manuel Santos und die USA verantwortlich.[3]
- Piz Segnas/Schweiz: Auf einem Flug von Locarno nach Dübendorf verunglückt eine Junkers Ju 52 der Ju-Air in der Nähe des Piz-Segnas-Gipfels (→ Absturz der Junkers Ju 52 HB-HOT).
- Wankor/Russland: Bei der Kollision zweier Hubschrauber vom Typ Mil Mi-8 der UTair im Einsatz für die Ölindustrie werden drei Besatzungsmitglieder und 15 Ölarbeiter getötet. Ein Hubschrauber verfing sich in der Hängelast eines anderen Hubschraubers, stürzte ab und brannte völlig aus. Der andere Hubschrauber konnte sicher landen.[4][5]

### Sonntag, 5. August 2018
- Lombok/Indonesien: Beim Lombok-Erdbeben werden mindestens 480 Menschen getötet und tausende verletzt. Insgesamt werden zudem etwa 70.000 Häuser, 470 Schulen und 65 Moscheen beschädigt.
- Riad/Saudi-Arabien: Aufgrund der Kritik der kanadischen Regierung an der Menschenrechtslage in Saudi-Arabien hat die saudische Regierung den kanadischen Botschafter Dennis Horak ausgewiesen. Die Handelsbeziehungen mit Kanada wurden eingefroren und staatlich geförderte Programme in den Bereichen Bildung und Medizin wurden beendet.[6]
- Tscharikar/Afghanistan: Drei tschechische Soldaten der NATO-Militärmission Resolute Support (RSM) werden bei einer Fußpatrouille durch einen Selbstmordanschlag der radikal-islamischen Taliban getötet. Zwei Soldaten der afghanischen Nationalarmee und ein US-Soldat werden verwundet.[7]

### Montag, 6. August 2018
- Washington, D.C./Vereinigte Staaten: Die US-amerikanischen Wirtschaftssanktionen gegen den Iran sollen nach dem Ausstieg aus dem so genannten „Atom-Deal“ (Joint Comprehensive Plan of Action) von Juli 2015 wieder in Kraft treten.
- Berlin/Deutschland: Beginn der Leichtathletik-Europameisterschaften 2018

### Mittwoch, 8. August 2018
- Washington, D.C./Vereinigte Staaten: Im Fall des vergifteten früheren russischen Doppelagenten Sergei Wiktorowitsch Skripal hat die US-Regierung weitere Sanktionen gegen Russland angekündigt, die in zwei Wochen in Kraft treten sollen.[8]

### Donnerstag, 9. August 2018
- Idlib/Syrien: Die syrischen Streitkräfte beginnen mit Vorbereitungen für eine Offensive auf Idlib im gleichnamigen Gouvernement Idlib als letztes größeres Rebellengebiet im Land. Im Nordwesten Syriens wurden Dutzende Luft- und Artillerieangriffe ausgeführt, darunter Einsatz von Kampfflugzeugen und Hubschrauber. Laut der Syrischen Beobachtungsstelle für Menschenrechte (SOHR) kamen dabei mindestens 22 Menschen ums Leben.[9]
- La Paz/Bolivien: Staatspräsident Evo Morales übergibt das neuerrichtete Casa Grande del Pueblo („Große Haus des Volkes“), das den alten Palacio de Gobierno als Sitz der Regierung ablöst, seiner Bestimmung.
- Saʿda/Jemen: Bei einem Luftangriff der von Saudi-Arabien angeführte Militärkoalition wird auf einem Markt in Dahjan ein Schulbus angegriffen bei dem nach Angaben des Internationalen Komitees vom Roten Kreuz (IKRK) mindestens 51 Menschen getötet werden, darunter 40 Kinder. 79 Menschen werden verletzt. In einer von der Nachrichtenagentur SPA veröffentlichten Stellungnahme sprach die seit 2015 bestehende Militärallianz von einem "legitimen Militäreinsatz". UN-Generalsekretär Antonio Guterres verlangte eine unabhängige und schnelle Untersuchung des Angriffs.[10][11]

### Freitag, 10. August 2018
- Ankara/Türkei Die bereits zuvor stark gefallene Türkische Lira ist aufgrund neuer Strafzölle der USA auf Stahl und Aluminium um fast ein Fünftel eingebrochen. Der Kurs der Lira fällt zwischenzeitlich auf 7,61 Lira für einen Euro bzw. 6,87 Lira für einen US-Dollar.[12] Der türkische Präsident Recep Tayyip Erdoğan rief seine Staatsbürger auf, ihre ausländischen Devisen einzutauschen, um dem Verfall der Lira zu begegnen. Bei einer Kundgebung in Bayburt, sagte er "Wenn Ihr Dollar, Euro oder Gold unter dem Kopfkissen habt, geht zur Bank und tauscht es in türkische Lira. Dies ist ein nationaler Kampf."[13]
- Bogota/Kolumbien: Die kolumbianische Regierung unter Präsident Iván Duque kündigt den Austritt aus der 2008 gegründeten  Union Südamerikanischer Nationen (UNASUR) an. Auch Argentinien, Brasilien, Chile, Paraguay und Peru hatten ihren Austritt im April 2018 angekündigt.[14]
- Lissabon/Portugal: Eine Woche nach dem Ausbruch eines riesigen Waldbrands im Hinterland der portugiesischen Algarveküste haben Feuerwehrleute die Flammen unter Kontrolle gebracht.[15]
- San Francisco/Vereinigte Staaten: Das Bundesbezirksgericht für Northern California gibt der Klage eines Hausmeisters gegen den Agrarkonzern Monsanto (jetzt zur Bayer AG) auf Schadenersatz wegen des erlittenen Lymphdrüsenkrebs aufgrund des über mehrere Jahre eingesetzten Unkrautvernichters Roundup mit dem umstrittenen Wirkstoff Glyphosat Recht und verurteilt Monsanto auf Zahlung von 289 Millionen US-Dollar. Die Geschworenen sahen es als erwiesen an, dass der Nutzer nicht ausreichend über die Gefahren informiert wurde.[16]

### Samstag, 11. August 2018
- Bukarest/Rumänien: Bei Protesten gegen die sozialdemokratische Regierung von Premierministerin Viorica Dăncilă sind in der Hauptstadt mindestens 440 Menschen durch das harte Vorgehen der Sicherheitskräfte verletzt worden. Die Demonstranten fordern den Rücktritt der Regierung wegen geplanter Gesetzesänderungen, die Kritikern zufolge eine Strafverfolgung bei Korruption erschweren. Präsident Klaus Johannis verurteilte den Polizeieinsatz als unverhältnismäßig.[17]
- Nordeuropa und Nordostasien: Partielle Sonnenfinsternis.
- Locarno/Schweiz: Der Spielfilm A Land Imagined des Regisseurs Yeo Siew Hua aus Singapur gewinnt den Goldenen Leoparden des 71. Filmfestivals von Locarno. Als beste Darstellerin wurde die Rumänin Andra Guţi für Alice T. ausgezeichnet und als bester Darsteller der Südkoreaner Ki Joo Bong für Das Hotel am Fluss.[18][19][20]

### Sonntag, 12. August 2018
- Aqtau/Kasachstan: Die fünf Anrainerstaaten des Kaspischen Meeres haben sich auf einem gemeinsamen Gipfeltreffen der Staats- und Regierungschefs den rechtlichen Status des weltgrößten Binnengewässers vereinbart und in der Konvention die Seegrenzen vereinbart und das keine Streitkräfte von Drittstaaten das Kaspische Meer nutzen dürfen. In weitere Verhandlungen soll auch die Aufteilung des Meeresbodens noch erfolgen.[21]
- Bamako/Mali: Die Stichwahl zur Präsidentschaftswahl zwischen Amtsinhaber Ibrahim Boubacar Keïta (RPM) und seinem Herausforderer Soumaïla Cissé (URD), gewann der seit 2013 amtierende Staatschef mit 67,17 Prozent der Stimmen, sein Herausforderer Cissé erhielt demnach 32,83 Prozent der Stimmen.
- Cape Canaveral/Vereinigte Staaten: An Bord einer Trägerrakete vom Typ Delta IV Heavy ist die Raumsonde Parker Solar Probe der NASA zur Erforschung der Sonne gestartet.[22]
- Ghazni/Afghanistan: Bei einer Offensive der radikal-islamistischen Taliban auf die gleichnamige Provinzhauptstadt Ghazni kommt es zu schweren Gefechten mit den afghanischen Streitkräften. Die US-Streitkräfte unterstützen die Abwehrkämpfe mit Drohneneinsätzen. Insgesamt werden seit dem 10. August mindestens 90 Sicherheitskräfte und 13 Zivilisten getötet.[23]
- Glasgow/Vereinigtes Königreich, Berlin/Deutschland: Die European Championships werden beendet.
- Nador/Marokko: Die Menschenrechtsvereinigung L'Association marocaine des droits humains (AMDH) berichtet von Deportationen von bis zu 1800 Migranten aus Camps von Nador und Tanger durch Sicherheitskräfte ins 870 km bzw. 1200 km entfernte Tiznit im Süden des Landes. Der Sprecher Omar Naji macht neben den marokkanischen Behörden auch Spanien und die Europäische Union (EU) für das Vorgehen verantwortlich.[24]
- Zürich/Schweiz: Das neue FIFA-Ehtikreglement tritt in Kraft trat.[25] Dieser neue Ethikkodex wurde dafür kritisiert, dass Korruption darin kein Strafbestand mehr sei und dass Bestechungen und Spielmanipulationen nur zeitlich beschränkt untersucht werden könnten. Zudem wurde der neue Paragraph 22.2 des FIFA-Ethikcodes eingeführt, der sämtlichen Spielern, Spielervermittlern und Fußball-Offiziellen verbietet, öffentlich verleumderische Aussagen über die FIFA und die dem FIFA-Ethikcode unterstellten Personen zu treffen. Bei einem Verstoß gegen die Vorschrift drohen eine Geldstrafe von umgerechnet mindestens 8.800 Euro und eine bis zu zweijährige Sperre von allen Fußballtätigkeiten.[26] Die FIFA erklärte, die Umbenennung des bisherigen Titels des Artikels „Bestechung und Korruption“ in „Bestechung“ sei aus Gründen der sprachlichen Klarheit erfolgt und habe keine wesentliche Auswirkung auf die eigentlichen Vergehen.[27]
- Genua/Italien: Der westliche der drei Pylonen mit einem etwa 250 Meter langen Teilstück des Polcevera-Viadukt, eine  innerstädtische vierspurige Autobahnbrücke der Autostrada A10, stürzt ein. Mindestens 42 Menschen kommen dabei ums Leben.[28]

### Mittwoch, 15. August 2018
- Harrisburg/Vereinigte Staaten: Der Generalstaatsanwalt von Pennsylvania hat in einem von ihm vorgelegten 887-seitigen Bericht mehr als 300 katholische Priester des sexuellen Missbrauchs und der Vergewaltigung von mindestens 1000 Kindern beschuldigt. Betroffen waren katholische Einrichtungen in den Städten Allentown, Erie, Greensburg, Harrisburg, Pittsburgh und Scranton.[29]
- Kabul/Afghanistan: Bei einem Selbstmordanschlag auf ein Bildungszentrum im schiitischen Viertel Dascht-e Bartschi im Westen der Hauptstadt werden mindestens 48 Menschen getötet und 67 verletzt.[30]
- Pol-e Chomri/Afghanistan: Bei einem Angriff der radikal-islamistischen Taliban auf einen Kontrollposten der afghanischen Nationalarmee im Distrikt Baglan-I Markasi in der nördlichen Provinz Baglan werden 39 Soldaten getötet.[31]
- Tripolis/Libyen: Ein libysches Strafgericht verurteilt 45 Menschen zum Tode. Ihnen wird zur Last gelegt, am 21. August 2011 in der Hauptstadt im Distrikt Abu Salim mit scharfer Munition unter einer Brücke des Tariq Sareea (Triq al-Sareeh) auf Menschen geschossen zu haben, die gegen den damaligen Revolutionsführer Muammar al-Gaddafi protestierten. 54 Angeklagte werden zu Haftstrafen von fünf Jahren verurteilt und 22 weitere freigesprochen, teilte das libysche Justizministerium mit.[32]

### Donnerstag, 16. August 2018
- Deutschland: Die US-amerikanische Filmbiografie, Don’t Worry, weglaufen geht nicht, von Gus Van Sant läuft erstmals in Deutschland an.

### Freitag, 17. August 2018
- Kerala/Indien: Infolge starker Regenfälle durch den Monsun sterben in Kerala mehr als 300 Menschen. Mehrere Dämme sind gebrochen.[33]
- Ljubljana/Slowenien: Nach der Parlamentswahl vom 3. Juni wird als neuer Ministerpräsident Marjan Šarec vereidigt, der eine Minderheitsregierung aus fünf Mitte-Links-Parteien anführt.[34]
- Washington, D.C., Vereinigte Staaten: Die US-Regierung hat vier Befehlshaber der Streitkräfte und Grenzpolizei von Myanmar mit Sanktionen belegt. Die drei Armeekommandeure Generalleutnant Aung Kyaw Zaw, Generalmajor Maung Maung Soe und Generaloberst Min Aung Hlaing und der Kommandeur der Grenzpolizei San Lwin, seien für „ethnische Säuberungen, Massaker, sexuelle Attacken und außergerichtliche Tötungen“ verantwortlich, die sich gegen die muslimischen Rohingya und andere Minderheiten richteten. Am 26. Juni 2018 hatte bereits auch der Rat für Auswärtige Angelegenheiten der Europäischen Union (EU) Sanktionen gegen sieben verantwortliche Generäle erlassen.[35]

### Samstag, 18. August 2018

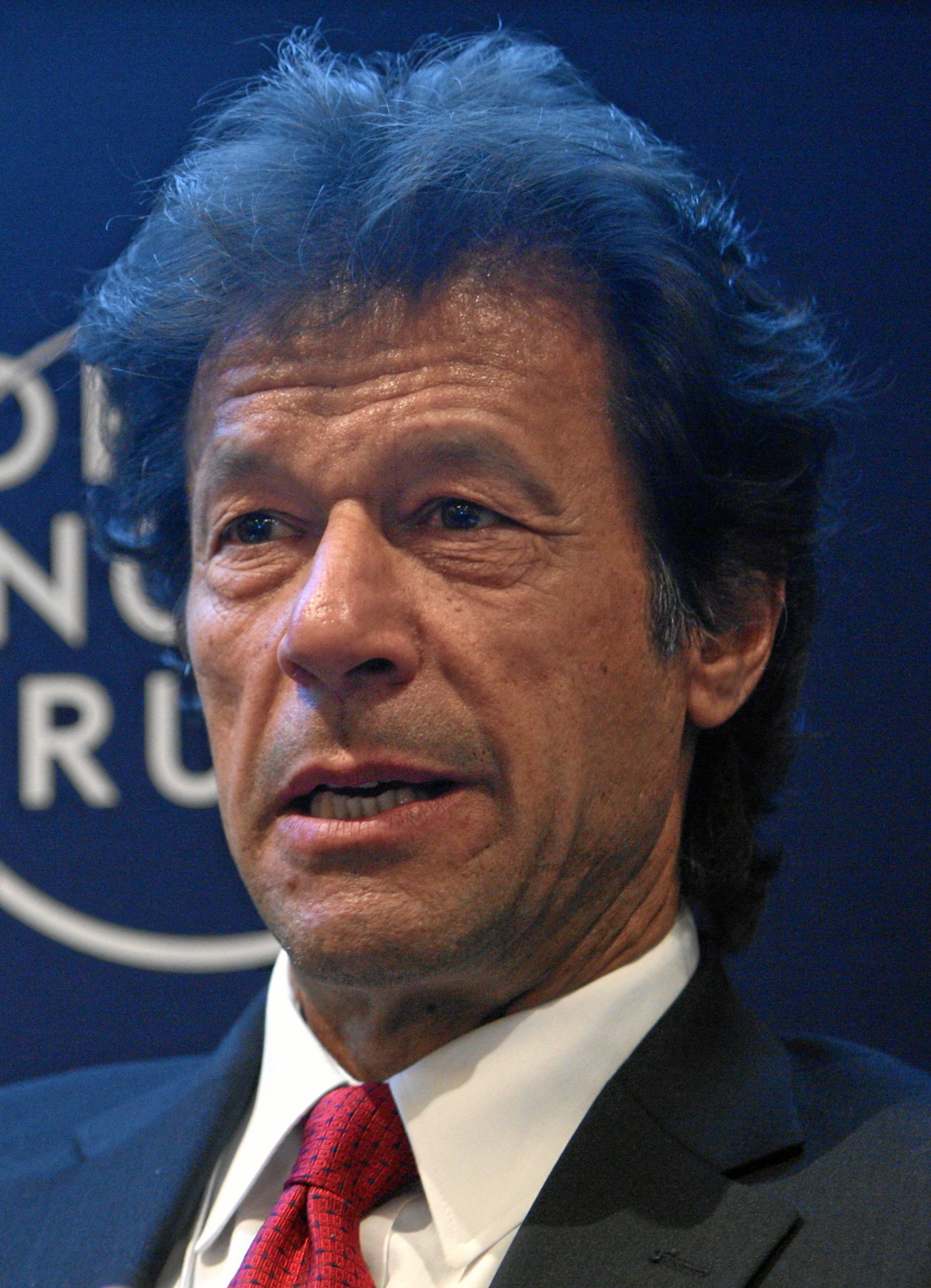
Imran Khan wird neuer pakistanischer Premierminister (Aufnahme von 2012)

- Islamabad/Pakistan: Imran Khan wird als neuer Premierminister vereidigt.[36]
- Jakarta/Indonesien: Eröffnung der 18. Asienspiele im Gelora-Bung-Karno-Stadion in Jakarta. Neben Jakarta ist Palembang ein weiterer Hauptwettkampfort und insgesamt nehmen 45 Nationen und eine gemeinsame koreanische Mannschaft teil.
- Mbabane/Eswatini: Erste Runde der Wahlen in Eswatini.
- Minsk/Belarus: Präsident Aljaksandr Lukaschenka entlässt den seit 2014 amtierenden Ministerpräsidenten Andrej Kabjakou und die Minister für Bauwesen, Industrie, Kommunikation und Wirtschaft. Als neuen Regierungschef benannte er den bisherigen Leiter der Entwicklungsbank, Siarhiej Mikalajevič Rumas und als erster Regierungsvize, Alexander Turtschin, bisher Vorsitzender des Rates für Unternehmertum.[37]

### Montag, 20. August 2018
- Wien/Österreich: Beginn der 30. Generalversammlung der Internationalen Astronomischen Union (IAU)
- Istanbul/Türkei: Das Ausreiseverbot der angeklagten deutschen Journalistin und Übersetzerin Meşale Tolu wurde aufgehoben.[38]
- Purchase/Vereinigte Staaten: Der US-amerikanische Konzern PepsiCo kauft für rund 3,2 Milliarden US-Dollar die israelische SodaStream, ein Hersteller von Trinkwassersprudlern. Die Übernahme soll bis Januar 2019 abgeschlossen sein.[39]

### Dienstag, 21. August 2018
- Dublin/Irland: Internationales Weltfamilientreffen der Katholischen Kirche mit Papst Franziskus
- New York/Vereinigte Staaten: Der ehemalige Hilfswillige der SS, Jakiw Palij, wird aus seinem Wohnort Queens in New York nach Deutschland abgeschoben und befindet sich in einem Altenheim im Münsterland.[40]
- Köln/Deutschland: Die Gamescom, die weltweit größte Messe für Computer- und Videospiele, beginnt[41]

### Mittwoch, 22. August 2018
- Kourou/Französisch-Guayana: Der Erdbeobachtungssatellit ADM-Aeolus der ESA ist vom Raumfahrtzentrum Guayana aus ins Weltall gestartet.

### Donnerstag, 23. August 2018

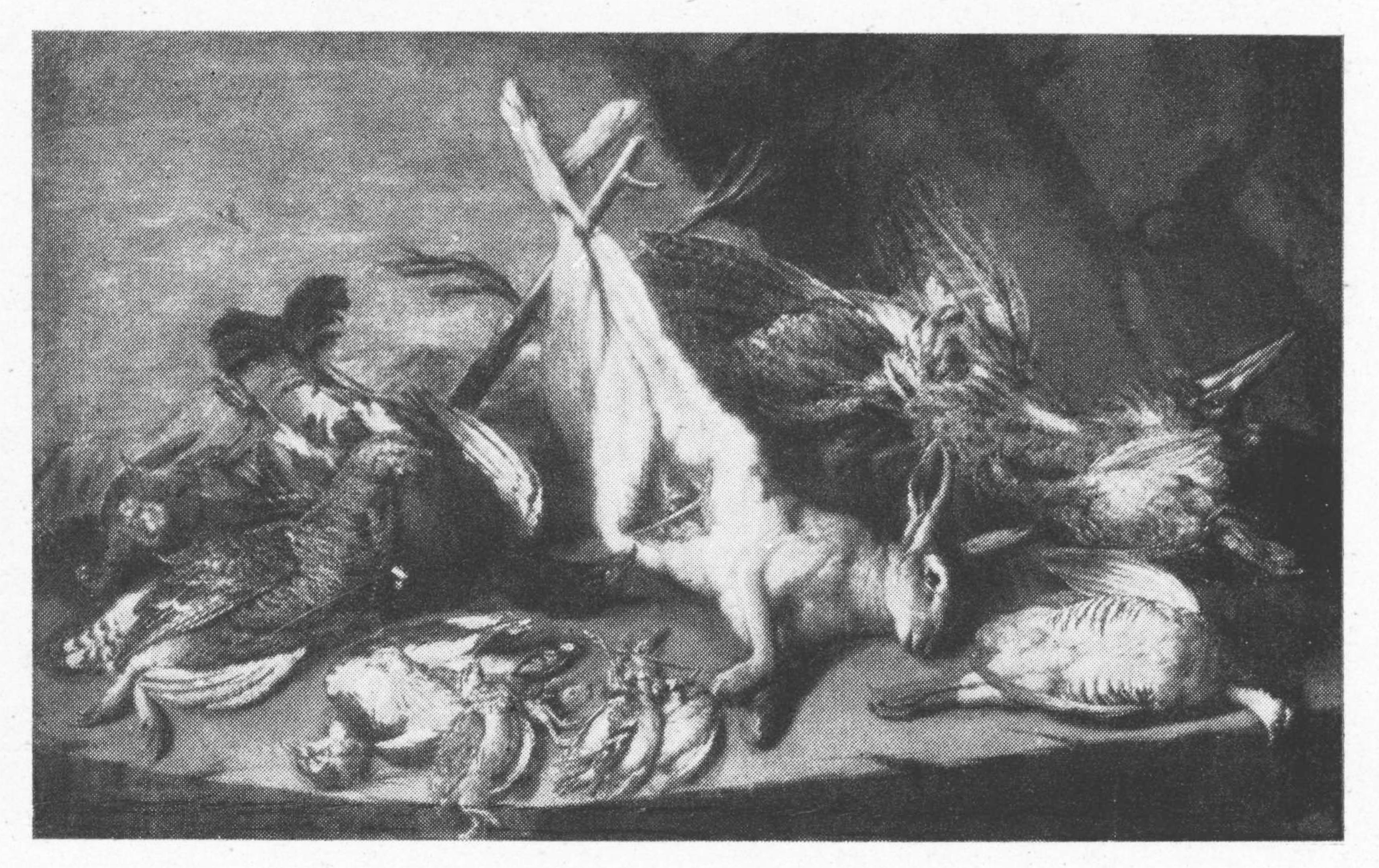
Stillleben mit einem Hasen

- Koblenz/Deutschland: Nach zehnjähriger Pause startet die Deutschland-Tour
- New York/Vereinigte Staaten: Ein Bundesbezirksgericht verkündet nach einem Korruptionsprozess, dass der frühere Vizepräsident des Weltfussballverbandes FIFA und Sportfunktionär aus Paraguay, Juan Ángel Napout, eine Haftstrafe von neun Jahren erhält.[42]
- Tiflis/Georgien: Im Rahmen eines Besuchs in Georgien erhält Bundeskanzlerin Angela Merkel das seit 1945 vermisste Gemälde Stilleben mit einem Hasen von Pietro Francesco Cittadini (Mailand 1616 – 1681 Bologna) zurück.[43]
- Washington, D.C./Vereinigte Staaten: Die USA erheben neue Strafzölle gegen die Volksrepublik China, welche in Höhe von 25 Prozent auf Waren im Wert von rund 16 Milliarden US-Dollar erhoben werden sollen.[44]

### Freitag, 24. August 2018
- Canberra/Australien: Nach dem Rücktritt von Australiens Premierminister Malcolm Turnbull ist Scott Morrison als dessen Nachfolger vereidigt worden.
- München/Deutschland: Mit der Partie FC Bayern München – TSG 1899 Hoffenheim beginnt die 56. Spielzeit der Fußball-Bundesliga
- Washington, D.C./Vereinigte Staaten: Im Zuge der Spannungen mit Russland und der militärischen Fortschritte Chinas ist die am 4. Mai 2018 bereits angekündigte Reaktivierung der Zweiten US-Flotte im Atlantik formell erfolgt. Am 30. September 2011 war sie zuvor aufgelöst worden.[45][46]
- Zeltingen-Rachtig/Deutschland: Nach knapp fünfjähriger Bauzeit fand der letzte von dreizehn Brückenverschuben der Hochmoselbrücke, der zweithöchsten deutschen Brücke, statt.[47]

### Samstag, 25. August 2018
- Vancouver/Kanada: Das Team OG gewinnt die achte Austragung des E-Sport-Turniers The International.[48]

### Sonntag, 26. August 2018
- Stuttgart/Deutschland: Der slowenische Radprofi Matej Mohorič vom Team Bahrain-Merida gewinnt die Neuauflage der Deutschland Tour.[49]

### Montag, 27. August 2018
- Brüssel/Europäische Union: In der Europäischen Union (EU) wird Tisagenlecleucel (CTL019) (Handelsname: Kymriah des schweizerischen Pharmaunternehmens Novartis) als eines der ersten CAR-T-Zell-Therapie-Wirkstoffe, zu einer adoptiven Immuntherapie, konkret zur Behandlung einer bestimmten Form der akuten lymphatischen Leukämie (ALL), zugelassen.[50][51] Der Preis für die gesamte Gentherapie mit einer Kymriah-Behandlung wurde von Novartis nach der Zulassung in den USA im September 2017 auf 475.000 US-Dollar festgelegt.[52]
- Chemnitz/Deutschland: Nach einem tödlichen Messerangriff auf einen 35-jährigen Mann durch zwei Asylbewerber aus Syrien und dem Irak kommt in der Chemnitzer Innenstadt zu ausländerfeindlichen Ausschreitungen.[53]
- Innsbruck/Österreich: Nach Aufdeckungen des Bloggers Markus Wilhelm zu Unregelmäßigkeiten bei Gewinnspielen hat der österreichische Nationalratsabgeordnete Dominik Schrott (ÖVP) seinen Rücktritt bekannt gegeben.[54]
- Washington, D.C., Vereinigte Staaten: Die Vereinigten Staaten und Mexiko haben sich auf Druck von US-Präsident Donald Trump auf eine Reform des Nordamerikanischen Freihandelsabkommen (NAFTA) geeinigt. Verhandlungen zwischen den USA mit Kanada sind noch nicht abgeschlossen.[55]

### Dienstag, 28. August 2018
- Ménaka/Mali: Im Rahmen der Anti-Terroroperation Barkhane in der Region Gao werden bei einem Luftangriff durch zwei Kampfflugzeuge vom Typ Mirage 2000 der französischen Streitkräfte der führende Dschihadist der Terrororganisation Islamischer Staat in der größeren Sahara (ISGS), Mohamed Ag Almouner und drei weitere Personen getötet.[56][57]
- Paris/Frankreich: Der französische Staatsminister, Minister des ökologischen und solidarischen Übergangs, Nicolas Hulot, kündigt seinen Rücktritt aus der Regierung an und kritisiert die Politik unter Präsident Emmanuel Macron, denn in den Kreisen der Macht seien Lobbyisten präsent und er sehe keinen Fortschritt im Umweltbereich und in der Reduzierung des Anteils an Kernenergie.[58]
- Potsdam/Deutschland: Diana Golze (Die Linke), Ministerin für Arbeit, Soziales, Gesundheit, Frauen und Familie in Brandenburg, erklärt ihren Rücktritt,[59] nachdem die Gesundheitsbehörden, trotz Hinweisen im Jahr 2016, erst nach einem Bericht des ARD-Fernsehmagazins Kontraste gegen den Handel mit gestohlenen Krebsmedikamenten durch das Pharmaunternehmen Lunapharm mit Sitz in Mahlow eingeschritten waren.[60]

### Mittwoch, 29. August 2018
- Berlin/Deutschland: Bundesverteidigungsministerin Ursula von der Leyen und Bundesinnenminister Horst Seehofer geben die Gründung einer Agentur für Innovation in der Cybersicherheit (ADIC) bekannt. Die Agentur soll ab Anfang 2019 ambitionierte Forschungs- und Entwicklungsvorhaben mit hohem Innovationspotenzial auf dem Gebiet der Cybersicherheit fördern und finanzieren. Ziel ist es dabei auch Schlüsseltechnologien mit Bedeutung für die innere und äußeren Sicherheit in Deutschland zu halten.[61]
- Boa Vista/Brasilien: Die brasilianische Regierung ordnet im Rahmen der Nationale Sicherheit bis zum 12. September 2018 die weitere Entsendung von Soldaten der Streitkräfte in den Bundesstaat Roraima zur Grenzsicherung an. In der Grenzregion zum wirtschaftlich angeschlagenen Venezuela nimmt die Anzahl an Wirtschaftsflüchtlingen erneut zu. Seit 2017 haben mehr als 127.000 Venezolaner ihr Land verlassen und die Grenze nach Brasilien passiert, davon sind rund 69.000 in andere Länder weitergereist. Im ersten Halbjahr 2018 haben rund 56.000 Staatsangehörige aus Venezuela ein Bleiberecht in Brasilien beantragt. Mitte August 2018 kam es bereits zu Auseinandersetzungen in einem Flüchtlingslager.[62][63]

### Freitag, 31. August 2018
- Amsterdam/Niederlande: Im Westteil des Bahnhof Amsterdam Centraal verübt ein 19-jähriger afghanischer Staatsbürger Jawad S.mit Aufenthaltsgenehmigung in Deutschland eine Messerattacke auf zwei US-amerikanische Bürger und verletzt diese schwer. Er wird von der Polizei auf der Flucht angeschossen. Die Behörden gehen von einem terroristischen Tatmotiv aus. In Deutschland werden zudem weitere Ermittlungen durchgeführt.[64][65]
- Ankara/Türkei: Die türkische Regierung erhöht die Steuern auf Guthaben in ausländischer Währung, um die angeschlagene Währung Lira zu stützen. Per Dekret durch Präsident Recep Tayyip Erdoğan wird die Quellensteuer auf Geldeinlagen in Fremdwährung von bis zu sechs Monaten von 18 auf 20 Prozent angehoben, während die Steuer auf Einlagen von bis zu einem Jahr von 15 auf 16 Prozent erhöht werden. Im Gegenzug wird die Quellensteuer auf Geldeinlagen in Lira von bis zu sechs Monaten von 15 auf 5 Prozent gesenkt und bei Geldeinlagen in Lira von bis zu einem Jahr 12 auf 3 Prozent sowie bei Einlagen von mehr als einem Jahr von 10 auf null Prozent.[66]
- Atlanta/Vereinigte Staaten: Die britische Kaffeehäuserkette Costa Coffee mit Sitz in Dunstable wird von seinem bisherigen Mutterkonzern Whitbread für 3,9 Milliarden Pfund (rund 4,4 Milliarden Euro) an die US-amerikanische Coca-Cola Company verkauft. Costa Coffee betreibt rund 3400 Filialen in mehr als 30 Ländern.[67]
- Berlin/Deutschland: Beginn der Internationalen Funkausstellung
- Donezk/Ukraine: Das Streitkräfte-Kommando der selbstproklamierten Volksrepublik Donezk gibt nach einem Bombenanschlag auf das Café Separ, den Tod des Rebellenchefs und selbsternannten Präsidenten Alexander Sachartschenko bekannt.[68]
- Sofia/Bulgarien: Nach einem Reisebusunglück aufgrund schlechter Straßen nahe Swoge am 26. August mit 17 Toten, sind drei Minister der Regierung zurückgetreten: Innenminister Valentin Radew, Verkehrsminister Ivailo Moskowski und der Minister für Regionalentwicklung Nikolaj Nankow. Alle gehören der regierenden konservativen Partei GERB an.[69]
- Washington, D.C./Vereinigte Staaten: Die U.S. Navy vergibt nach einer Ausschreibung den Auftrag für den Bau und die Entwicklung von vier Vorserienmaschinen der Tarnkappendrohne MQ-25 Stingray an den Rüstungskonzern Boeing, die 2021 die Flugerprobung aufnehmen soll. Diese trägergestützten Drohnen sollen die Luftbetankung von Kampfflugzeugen und ergänzend die Aufklärung übernehmen. Der Auftrag umfasst rund 805,3 Millionen US-Dollar und bis 2024 sollen im Rahmen des UCLASS-Programms weitere 72 MQ-25 für 13 Milliarden US-Dollar beschafft werden.[70][71]